# Musée Ivan-Tourgueniev

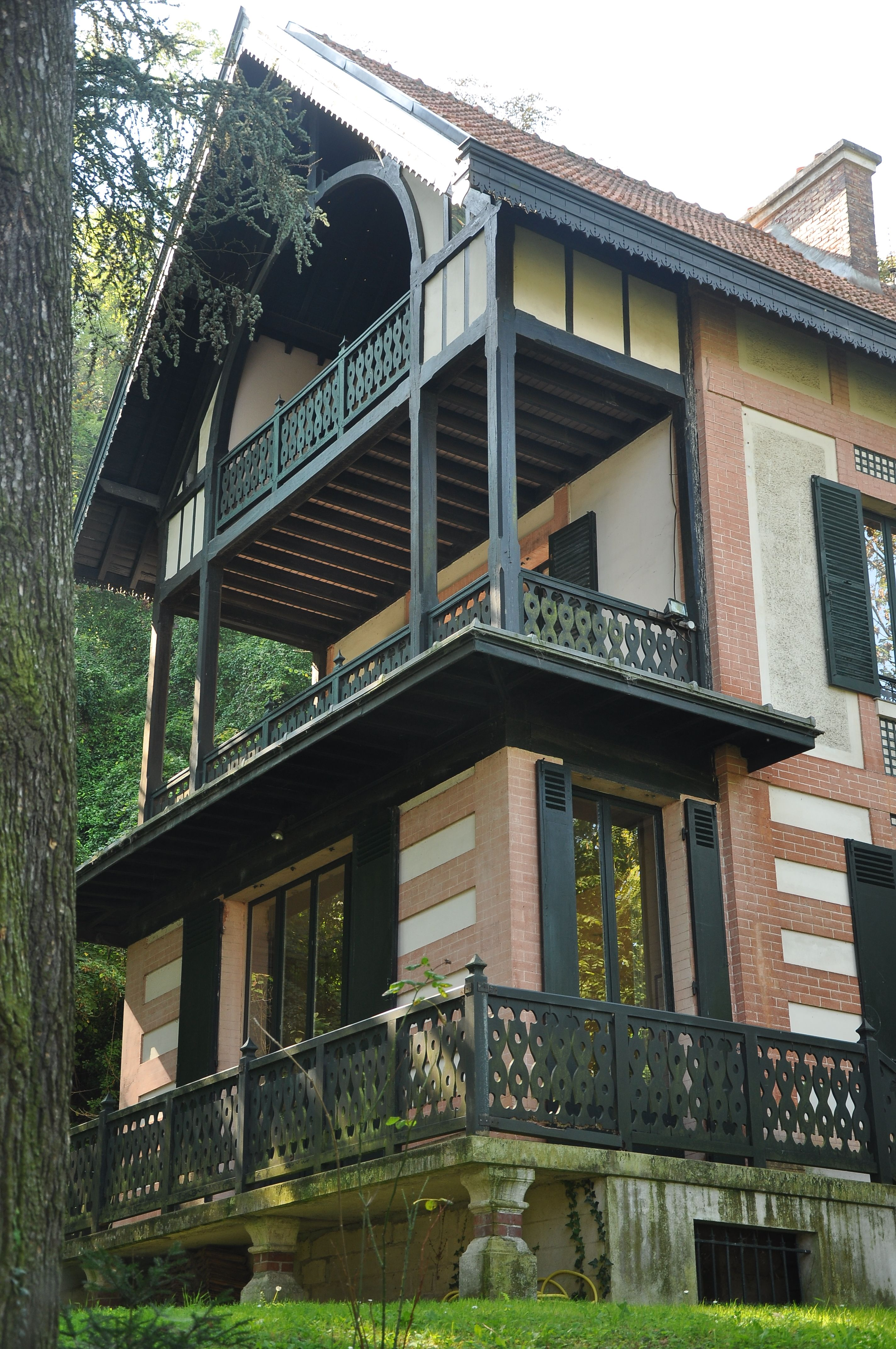
La datcha d'Ivan Tourgueniev à Bougival.

Le musée Ivan-Tourgueniev est situé au 16 rue Yvan Tourgueneff à Bougival, dans les Yvelines. Actuellement il est accessible  uniquement par le parking de la forêt, rue de la Croix au Vents

## Histoire
À la fin des années 1870, de retour en France, Ivan Tourgueniev se fait construire cette datcha. Il y habite pendant les mois d’été et d’automne, de 1875 jusqu’à ses derniers jours : atteint d’un cancer à la moelle épinière, il meurt dans sa chambre à balcon du premier étage le 3 septembre 1883.
C’est dans son cabinet de travail, au même pallier, qu'il écrit certaines de ses œuvres maîtresses, comme son roman Terres vierges et ses Poèmes en prose. En 1876, il achève la traduction russe de La légende de Saint Julien l’Hospitalier de Gustave Flaubert.
Tourguéniev accueille bon nombre de ses amis écrivains : Émile Zola, Alphonse Daudet, Goncourt, Henry James, les écrivains russes Vladimir Sollogoub et Mikhaïl Saltykov-Chtchedrine, mais aussi le peintre Vassili Verechtchaguine, les compositeurs Camille Saint-Saëns et Gabriel Fauré.

## Le musée
Alors que le site est voué à la destruction dans les années 1970, Alexandre Zviguilsky, le président de l'Association des amis d'Ivan Tourguéniev, Pauline Viardot et Maria Malibran (ATVM), obtient le patronage du Ministre de la Culture pour sauver le site en y établissant un projet muséal et culturel. En 1980, les bâtiments sont inscrits à l'Inventaire supplémentaire des monuments historiques et donc protégés de la démolition,.
C'est le 3 septembre 1983, pour le centenaire de la mort de l'écrivain et sous l'impulsion de l'ATVM que la datcha devient le Musée européen Ivan Tourgueniev, et la villa Viardot qui lui est associée, un centre culturel. Le ministre des Affaires étrangères Claude Cheysson et l’ambassadeur de l'URSS sont présents à l’inauguration.

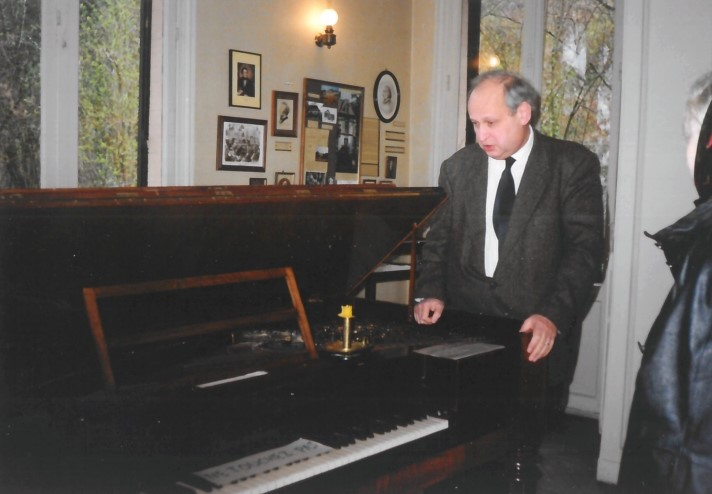
Le conservateur du musée, Alexandre Zviguilsky, devant le piano allemand de Tourguéniev.

La datcha-musée est restaurée et Alexandre Zviguilsky en devient conservateur à titre bénévole. Il y rassemble 245 pièces d’exception: des manuscrits rares, des gravures, des sculptures et des tableaux ayant appartenu à l'écrivain, ou encore le célèbre piano-forte carré de Tourguéniev, autrefois touché par Brahms à Baden-Baden et classé monument historique en 1990,.
Au rez-de-chaussée de la datcha est présentée une exposition permanente sur la vie de l’écrivain en Russie et en France, et son entourage immédiat, comme la famille de Pauline Viardot qui fut un temps sa maitresse et resta une amie très proche, ainsi que son mari Louis Viardot, pendant quarante ans.
Au premier étage, deux pièces de l’appartement de Tourgueniev ont été reproduites, le cabinet de travail et la chambre (reconstituée par l’École Boulle) d’après un dessin de Claudie Viardot, la fille de Pauline.
En 2009, le musée s'enrichit d'une nouvelle pièce : la salle des Droits de l'Homme, qui présente un aspect plus méconnu de l'écrivain : l'humaniste, celui qui a contribué à la libération de 50 millions de serfs ou encore qui a été le précurseur de la loi française sur les associations en 1901.
Le musée figure chaque année au programme des Journées européennes du patrimoine,. Il est régulièrement cité parmi les coups de cœur.
En 2021 une nouvelle équipe à la tête de l'Association des Amis d'Ivan Tourguéniev, Pauline Viardot et Maria Malibran, reprend la gestion du musée, en partenariat avec la ville de Bougival.
En 2022, le musée a reçu le label « Maison d'Illustre » du ministère de la Culture.
Le musée est ouvert les 1er et 3e samedi du mois de 14h à 17h du 1er Avril au 31 octobre.
Ouvert en hiver sur rendez-vous, en particulier pour les chercheurs et pour les groupes.
Renseignements et actualités sur le site du musée ou au bureau du tourisme de Bougival.